# Cabell megye
Cabell megye az Amerikai Egyesült Államokban, azon belül Nyugat-Virginia államban található. Megyeszékhelye és legnagyobb városa Huntington. Lakosainak száma 94 350 fő (2020. április 1.). Cabell megye Gallia, Mason, Putnam, Wayne, Lincoln és Lawrence megyékkel határos.

## Népesség
A megye népességének változása:
| Lakosok száma | 96 349 | 96 560 | 96 940 | 97 133 | 96 844 | 94 350 |
|               | 2010   | 2011   | 2012   | 2013   | 2015   | 2020   |